# Innehållsfilter
| Innehållsfilter |
| --- |
| Webbsida som blockerats med hjälp av ett innehållsfilter. - Betydelse – datorprogram som blockerar visning av visst innehåll på Internet - Oönskat innehåll – hat, pornografi (för minderåriga), droger, våld - Olika namn – barnspärr, föräldrafilter, internetfilter, porrfilter, spärrfunktion, program för föräldrakontroll, webbfilter |

Innehållsfilter är ett datorprogram avsett att filtrera vissa nyckelord eller blockera vissa URL:er för att hindra datoranvändare från att besöka webbsidor med olämpligt innehåll. Exempelvis finns i många länder centralt administrerade filter för att blockera sökningar efter barnpornografi eller annat olagligt innehåll. 
Filtren används i mer öppna stater av föräldrar, skolor och institutioner som för att se till så minderåriga eller barn inte kan nå våldsskildringar, droger, hatpropaganda eller pornografi. Pornografi nämns ibland som en huvuduppgift, och filtrens varierande effektivitet och konsekvenser har lett till debatt.

## Andra benämningar
Innehållsfilter kallas ibland även webbfilter, internetfilter, porrfilter, spärrfunktion, barnspärr, föräldrafilter och program för föräldrakontroll.

## Användning
Innehållsfilter kan implementeras på många olika sätt, exempelvis med ett särskilt program på en persondator, i en router eller som en tjänst som tillhandahålles av internetoperatören. Sådana filter kan även medfölja säkerhetsprogram såsom brandväggar och antivirusprogram.
Totalitära stater såsom Kina och Kuba kräver innehållsfiltrering både för att skydda barn mot olämpligt innehåll och som censur mot åsikter och information som anses kunna hota regimen. Statligt styrd internetfiltrering tillämpas även för att stoppa regimkritiska åsikter i länder som Kina, Iran, Förenade Arabemiraten med flera, vilket åskådliggör demokratiproblemet med internetfiltrering i händerna på makthavare.
I många länder är pornografiskt eller sexuellt explicit material förbjudet att konsumera för minderåriga. Det är bland annat därför pornografiska webbplatser ofta har ingångsskyltar, där användaren får försäkra att hen är äldre än 18 år. Dessa "varningsskyltar" (av samma typ som kan finnas runt webbplatser som gör reklam för alkohol) är dock endast rådgivande, och säkra identifikationssystem är ovanliga. Försök att införa hårda ID-system i bland annat Storbritannien, Frankrike och Tyskland har varit olika framgångsrika.
Innehållsfilter som riktar sig till föräldrar, skolor och bibliotek försöker förhindra att barn får tillgång till material endast riktat till vuxna eller som inte har med studier att göra; detta kan exempelvis innebära våld, droger, hatpropaganda, piratkopiering eller chattar, även om det främst är pornografiskt material som kommit att diskuteras. De riktar sig också till personer som själva anser sig vara internetberoende eller porrberoende och arbetsgivare  för att hindra sina anställda att använda sociala nätverk och andra icke arbetsrelaterade sidor på arbetstid och på företagets datorer.

### Diskussion
I många länder är pornografi olagligt att konsumera för minderåriga. Trots detta visar bland annat svenska studier att barn/ungdomar exponeras av någon i närheten eller aktivt börjar söka upp detta innehåll från cirka 12 till 13 års ålder. En ålder som ofta sammanfaller med puberteten och en ökad nyfikenhet kring sexualitet och sexuell lust. Samtidigt väntar många föräldrar länge innan de inleder diskussioner om sex med sina barn, ofta för att de själva aldrig fått motsvarande information från sina föräldrar och i en tro att information om något kommer att leda till att den unga personen kommer att bli mer intresserad av att söka upp informationen. Undersökningar visar att information från föräldrar och andra personer de litar på kommer att leda till mindre nyfikenhet att använda Internet som "sexualupplysare", och inte mer nyfikenhet.

## Olika länder

### Storbritannien
Många skolor i Storbritannien har innehållsfilter på sina trådlösa nätverk. Därutöver är det upp till föräldrarna att prata omkring pornografi och andra känsliga ämnen med sina barn.

### Sverige
I Sverige har även vissa internetoperatörer (Telia, Telenor, Sunet och de operatörer som använder samma nät) infört filtrering av barnpornografiska webbsidor ("barnporrfilter"), enligt en lista som har byggts upp av Rikskriminalen (se Rikspolisstyrelsens spärrlista). Initiativtagare till denna filtrering är organisationen ECPAT. Detta är inget egentligt filter då det inte blockerar åtkomst till dessa webbplatser utan endast förfalskar det DNS-uppslag som görs.
I Sverige har det förts diskussioner kring porrfilter för barn och unga, och meningarna om ett sådant filters effekt går isär. År 2018 röstade en majoritet i riksdagen ned ett förslag om att införa obligatoriskt porrfilter i landets skoldatorer. I utbildningsutskottets betänkande lyftes då istället vikten av att satsa på elevers digitala kompetens och att arbeta med normer och värderingar i skolan.
År 2019 tog Stockholms stad ett eget beslut om att införa porrfilter i kommunens skolor. Argumenten till stöd för införandet av porrfilter kretsar ofta kring att barn och unga som tidigt exponeras för pornografi riskerar att få en förvrängd bild av sex och att det sexuella våld mot kvinnor som ibland förekommer inom pornografi i deras ögon kan framstå som normalt. Motståndarna till porrfilter menar å sin sida att porrfilter ofta är verkningslösa då de dels är lätta att ta sig runt, dels filtrerar bort för mycket information – till exempel sexualupplysning – samt att porrfilter ger en falsk trygghet. Filtren kan innebära att en sökmotor filtrerar bort mer kända webbplatser med pornografiskt material men inte de mindre och annars mer okända, med ofta mer avancerat material. Porrfiltren ersätter inte heller samtal mellan vuxna och barn i ämnen som pornografi, samtycke och relationer.
Diskussionerna i Sverige omkring porrfilter förs ofta i ett inflammerat debattklimat. Där har organisationer som Porrfri Barndom och kriminologer som Nina Rung ofta talat för nödvändigheten av filter. Senare har dessa i grunden antipornografiaktivister mer propagerat för behovet av ökad diskussion, utifrån en medvetenhet om risker. I den allmänna debatten glöms dock ofta bort att barn har en egen sexualitet.
Barnombudsmannens undersökning 2020/2021 omkring pornografins effekter på minderåriga har utsatts för kritik av statsvetaren Max Waltman. Han förespråkar själv kraftiga restriktioner mot pornografins spridning och anser att "pornografikonsumtion bygger på att utnyttja utsatta människor". Undersökningen har blivit ytterligare ett slagträ i en sedan länge polariserad debatt omkring pornografins risker och möjligheter, och kritiken påminner om den som kommit efter en liknande undersökning från Unicef.